# Burg Lüftelberg

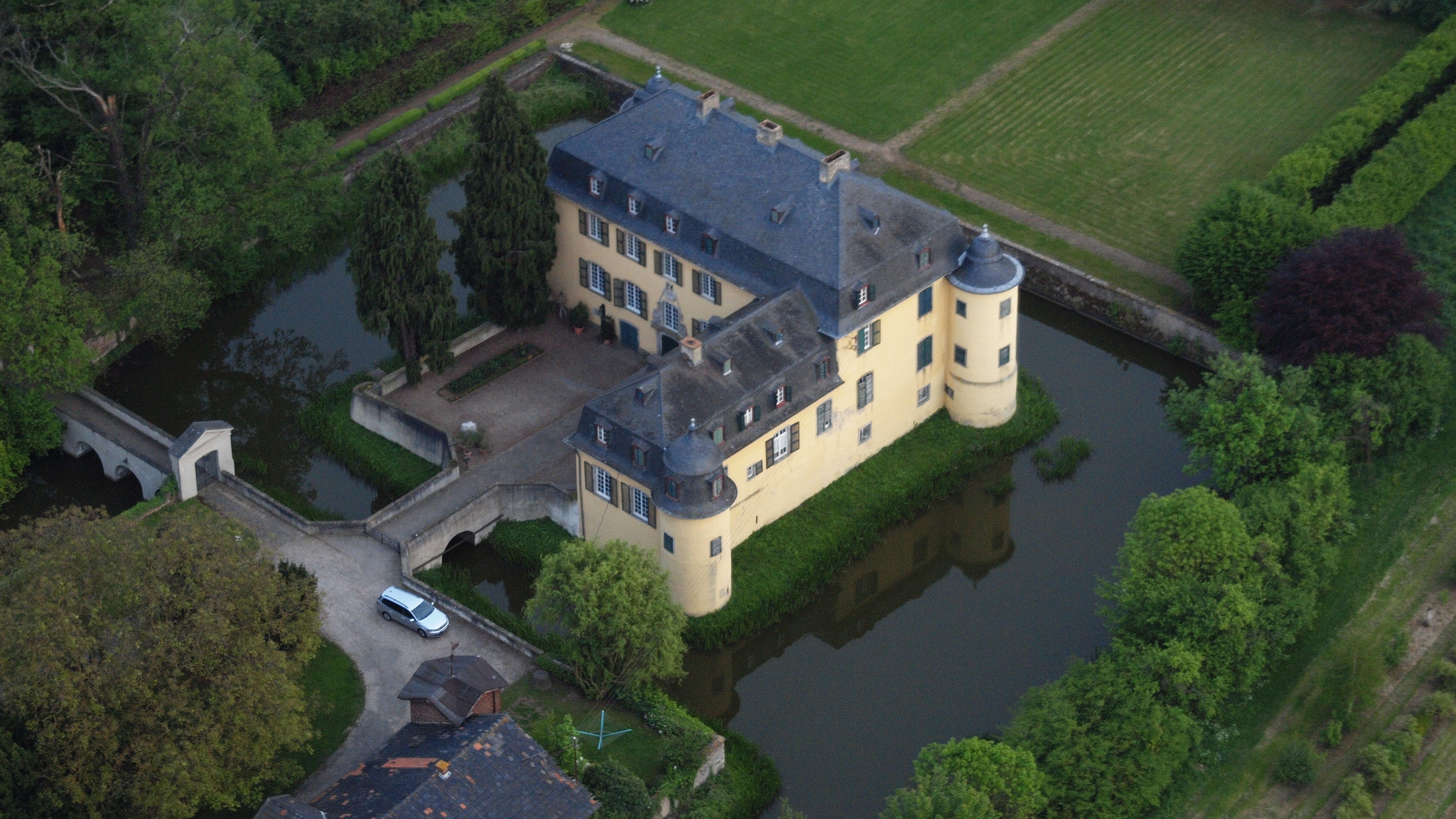
Luftbild der Burg Lüftelberg

Die Burg Lüftelberg in Lüftelberg, einem Stadtteil der Stadt Meckenheim im Rhein-Sieg-Kreis (Nordrhein-Westfalen), geht auf eine mittelalterliche Gründung zurück. Ihre heutige Schlossgestalt stammt aber aus dem 18. Jahrhundert.

## Geschichte

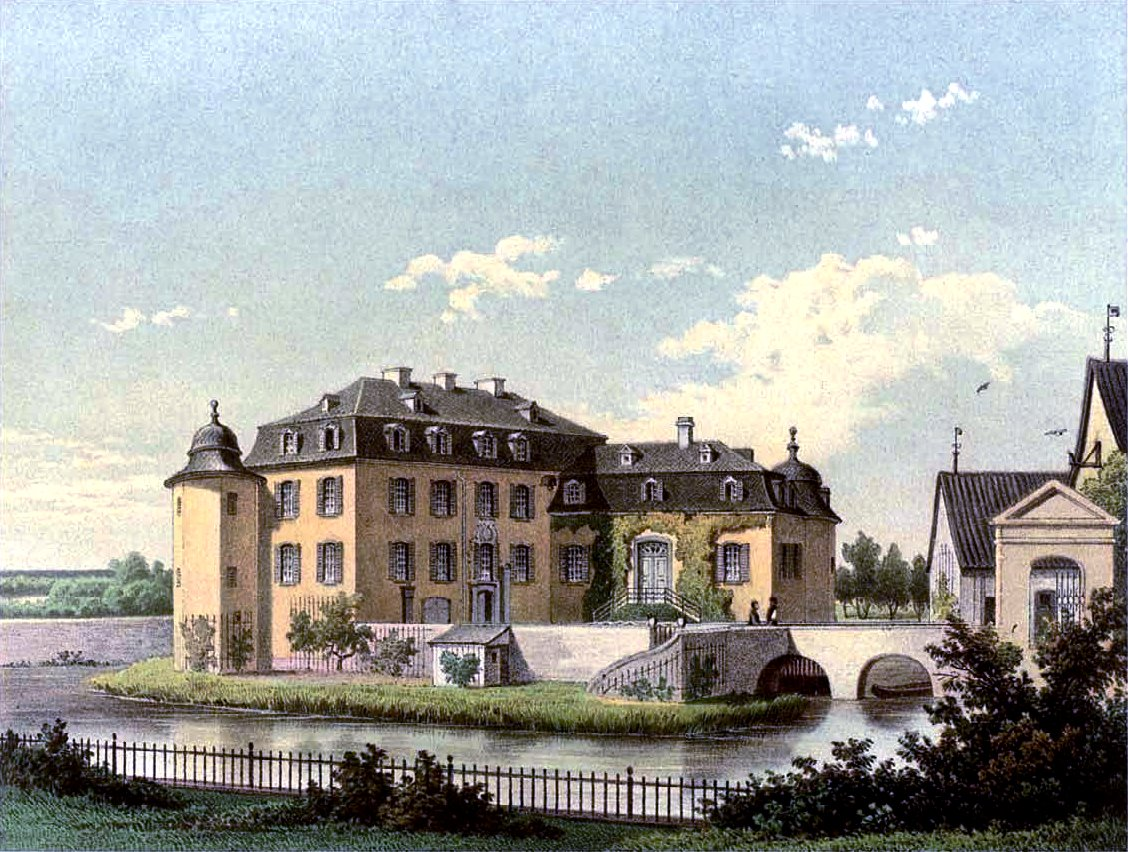
Die Anlage auf einer Abbildung aus den 1865er Jahren. Sammlung Alexander Duncker Berlin.

Die Wasserburg, beziehungsweise das Geschlecht, das sich nach der Burg nannte, wurde erstmals 1260 in einer Urkunde aus der Kanzlei des Grafen Wilhelm IV. (Jülich) erwähnt. Sie war Mittelpunkt der Herrlichkeit Berge, später Lüftelberge genannt. Der Burgname geht auf die heilige Lüfthildis zurück. Ein erster namentlich bekannter Besitzer war Dietrich von Volmestein, der die Herrlichkeit 1358 an die Brüder Johann und Conz von Vischenich verkaufte. Die Burg war dann von 1448 bis 1548 im Besitz der Herren von Gymnich. Danach gehörte sie den Schall von Bell und seit der Mitte des 17. Jahrhunderts den von Vorst-Lombeck. 
Im Jahr 1827 kam sie durch Erbschaft über Eleonore Freiin von Syberg zu Eicks (1787–1843), Herrin auf Lüftelberg, Witwe des Franz Joseph Freiherr von der Horst-Lombeck und erste Ehefrau an die briefadelige Familie von Jordans, an Karl Theodor Franz Joseph von Jordans, preußischer Adelsstand zu Trier 1842, das dazugehörige Diplom Berlin 1858. Ihm folgte ein jüngerer Sohn, Karl (Karl Ferdinand Hermann Kaspar Maria Josephus Hubertus) von Jordans (1854–1897), verheiratet mit Paula Freiin Heereman von Zuydtwyck (1864–1940). Die Brüder Carl von Jordans und Adolf von Jordans sind damals auf Lüftelberg geboren. In den 1940er Jahren gehörten 208 ha Land zum Anwesen. Während des Zweiten Weltkrieges wurde sie stark beschädigt. In dieser Zeit war der Bürgermeister und spätere Landrat, und Bruder der Vorgenannten, Hubertus von Jordans (1887–1953) der Burgherr. Ihm beerbte Ferdinand von Jordans und dann dessen Neffe Carl-Hubertus von Jordans. Heute sind Teile für Besucher zugänglich.
Die nahegelegene ehemalige Burgmühle wurde 1994 verkauft.

## Beschreibung

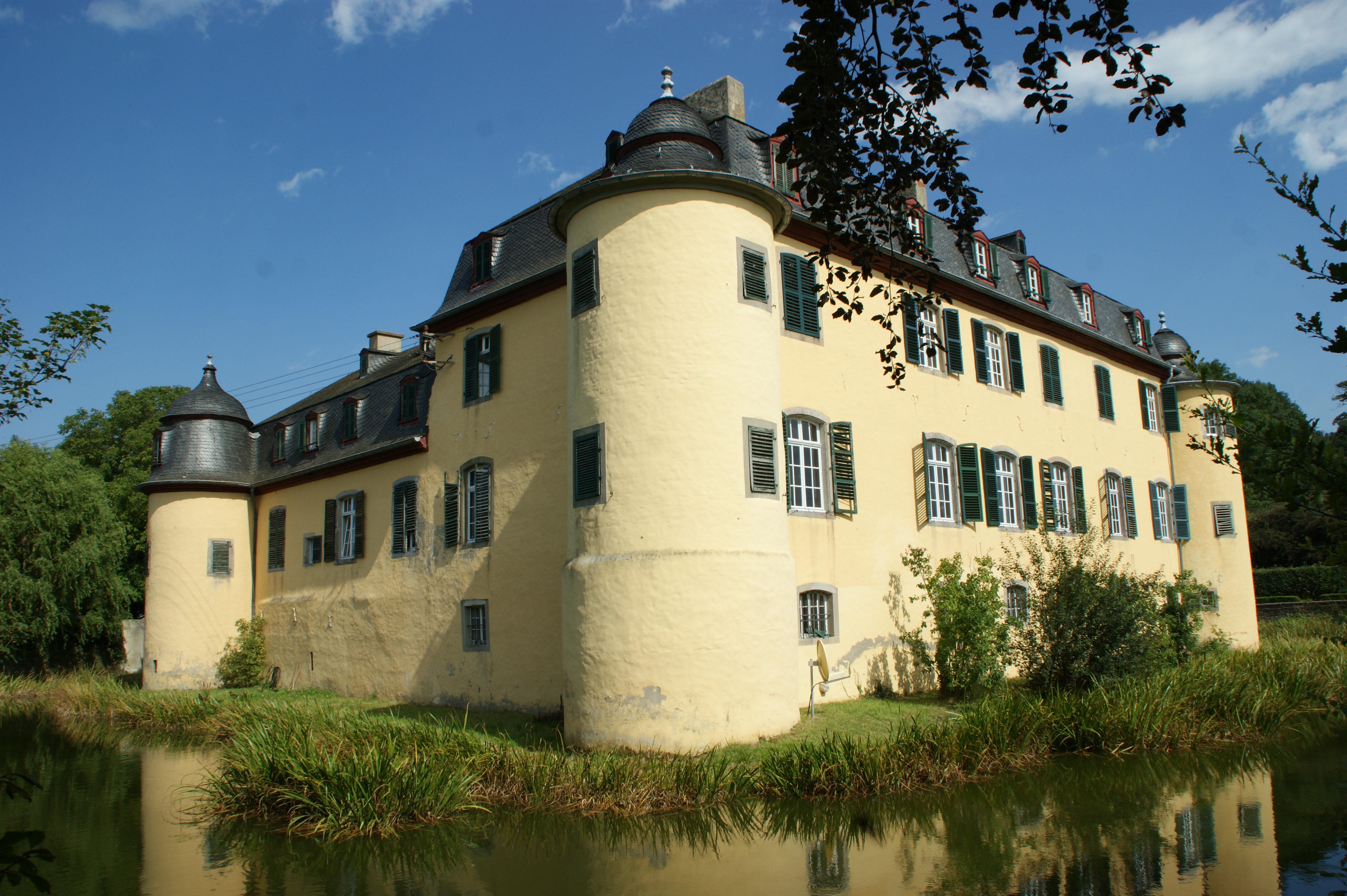
Rückseite des Schlosses

Es handelt sich um ein zweiteiliges Wasserschloss aus Vorburg und Herrenhaus. Die mittelalterliche Anlage wurde im 15. Jahrhundert stark umgestaltet und mit Wassergräben sowie Rundtürmen versehen. Josef Clemens von der Vorst zu Lombeck ließ die Anlage zwischen 1775 und 1780 durch den Hofbaumeister Johann Heinrich Roth zu einem Schloss im Stil des Barocks umbauen.
Das Hauptgebäude besteht aus einem zweigeschossigen Hauptflügel auf hohem Sockel im Südwesten. Im Nordwesten ist gewinkelt ein eingeschossiger Flügel angebaut. Die Innenausstattung ist im Erd- und Obergeschoss weitgehend barock. Besonders bemerkenswert ist der Gartensaal. Auf einer Insel liegt der Barockgarten.